# Charles Townes
Charles Hard Townes (sinh 28 tháng 7 năm 1915 - mất 27 tháng 1, năm 2015) là nhà vật lý người Mỹ. Ông đoạt Giải Nobel Vật lý năm 1964 chung với Nicolay Gennadiyevich Basov và Aleksandr Mikhailovich Prokhorov nhờ những nghiên cứu cơ bản trong lĩnh vực điện lượng tử dẫn đến việc chế tạo các máy tạo dao động và máy khuếch đại dựa trên nguyên lý maser-laser. Ông đã sử dung các que hồng ngọc để tạo laser đỏ và maser (các que đó được sử dụng như là thiết bị tích tụ năng lượng để tạo ra tia laser) khi ông còn công tác tại Đại học Columbia. Ông cùng với George Beadle, Charles Draper, John Enders, Donald A. Glaser, Joshua Lederberg, Willard Libby, Linus Pauling, Edward Purcell, Isidor Rabi, Emilio Segrè, William Shockley, Edward Teller, James Van Allen và Robert Woodward trở thành đại diện của các nhà khoa học Hoa Kỳ, các nhân vật của năm 1960. 